# Yvette Renac
Yvette Denise Renac, épouse Roy, née le 1er février 1922 à Viels-Maisons (Aisne) et morte le 14 mai 2018 à Coulommiers (Seine-et-Marne), est une militante communiste et résistante française, ayant survécu à une déportation.

## Biographie

### Origine, vie professionnelle et débuts dans l'engagement politique
Yvette Renac est la petite-fille d'un sabotier (son grand-père maternel) qui habite Verdelot en Seine-et-Marne, sa mère a pour nom Boyer. Son père, Pierre Renac, immigré de Bretagne, est ouvrier meunier dans les moulins à grain du petit Morin. Il est blessé trois fois pendant la Première Guerre mondiale, combat à Verdun et est décoré de la légion d'honneur. Elle nait au hameau de la Couarde, entre Aisne et Seine-et-Marne.
Elle passe son certificat d'études puis travaille à Paris, notamment chez des bourgeois membre  à de la Croix de Feu, dans le VIe arrondissement. Elle travaille ensuite comme vendeuse en charcuterie rue de Belleville, puis rue Saint-Honoré, étant installée dans une chambre rue des Canettes. Elle suit pendant quinze jours une formation dans une école de cadres pour jeunes filles. En 1938, sous l'influence du plus jeune de ses oncles, son parrain qui travaille chez Renault, elle rejoint l'Union des Jeunes Filles de France (UJFF). Elle commence par militer dans le IXe arrondissement, dans un foyer animé par Josette Dumeix, puis dans le VIe, lieu de son travail. Elle se rend à Montreuil où elle assiste au premier congrès de l'UJFF. Admise au Parti Communiste, elle est membre de la même cellule que Danielle Casanova.

### Arrestations et résistance
En 1938, elle est arrêtée par la police pour avoir distribué des tracts devant les usines Renault. Elle continue à en jeter depuis la voiture de police qui l'emmène au commissariat. Le député Alfred Costes vient la faire libérer, Yvette Renac acquiert une certaine notoriété pour cette affaire. 
Dès 1939, elle refuse l'oppression nazie. 
En mai 1940, elle est arrêtée. Elle va à la prison de Fresnes où elle est détenue un mois, puis est transférée à la Roquette à l'arrivée des Allemands. Plusieurs militants communistes la rejoignent, dont Denise Ginollin, tous sont relâchés. La police confisque à Yvette Renac des journaux communistes, ainsi qu'une machine à écrire, qui lui est rendue en 1958. 
Malgré une proposition de sa patronne pour retrouver son emploi, elle choisit de rentrer chez ses parents, leur village étant occupé par les soldats allemands, pour s'engager dans la résistance. Elle approvisionne ses camarades en se déplaçant de Paris à sa campagne, parcourant environ quatre-vingt dix kilomètres à vélo. Avec Jean Baillet, fondateur de l'Organisation Secrète, elle reprend contact avec le PCF clandestin et approvisionne plusieurs dirigeants de cette organisation. Cependant, elle n'use jamais du marché noir. Elle commet plusieurs actes de résistance et des membres de sa famille meurent. 
Le 9 avril 1942, à Paris, elle est arrêtée, un membre de son groupe l'ayant dénoncée. Elle est emprisonnée à la Roquette et condamnée à quatre ans de travaux forcés, elle rencontre environ cent-cinquante codétenues, la plupart étant communistes. En mai 1944, elles sont acheminées vers Romainville, puis déportées à Ravensbrück, en Allemagne, par le convoi I.212 parti de Paris le 13 mai 1944. Elle y rencontre plusieurs personnalités communistes. 
Les Américains les libèrent à Hanovre.

### Après la guerre
Yvette Renac retourne au PCF. Elle conserve sa veste rayée, qu'elle continue de montrer lors de conférences. Jusqu'en mai 1948, elle milite à l'organisation des jeunes filles. Elle travaille comme journaliste, et dans des comités d'entreprise gérés par la CGT ; avec son mari, elle a un poste à la radio qui les conduit à s'installer à Prague et à Budapest. Le couple vit en semi-clandestinité et prend le nom de Berger. La police l'interroge sur ses relations avec une communiste. 
Retournant en France, elle continue le journalisme, mais n'adhère pas à l'Union des Femmes de France, qu'elle estime coupée des réalités. Le couple s'installe à Verdelot en 1975, René Roy poursuit le militantisme communiste, mais ils ne reprennent pas leur carte en 1991. 
En revanche, Yvette Renac témoigne toujours sur son passé de résistante et de déportée.  

### Vie privée
En 1947, elle épouse René Roy, rédacteur en chef de l’Avant-Garde, l’organe de l’UJRF. Le couple a deux enfants, un garçon en 1948 et une fille en 1951.

## Sources
- L’Avant-Garde, n°106, 4 septembre 1946.
- Filles de France, 1946-1948.
- Claude Cherrier et René Roy, La Résistance en Seine-et-Marne (1939-1945), Presses du Village, Etrepilly, 2002.
- Entretien mené par Le Maitron, avec Yvette Renac et René Roy.